# Joseph Bell
Pour les articles homonymes, voir Bell.
Joseph Bell, né le 2 décembre 1837 à Édimbourg où il meurt le 4 octobre 1911, est un médecin et professeur de médecine écossais. 
Ses méthodes ont inspiré l'auteur Arthur Conan Doyle pour le personnage de Sherlock Holmes.

## Biographie
Joseph Bell naît en Écosse à Édimbourg en 1837, au sein d'une famille ayant des précédents dans le domaine de la médecine (entre autres Sir Charles Bell, connu pour la description de la paralysie de Bell).
Docteur et professeur universitaire à l'hôpital Royal Infirmary of Edinburgh, sa méthode analytique influence Arthur Conan Doyle, qui suivait son cours de médecine en 1877, alors qu’il créait son fameux personnage, Sherlock Holmes,,. Joseph Bell est âgé de 39 ans quand le célèbre écrivain commence à assister à ses cours.
Bell est alors un homme de grande énergie, un poète amateur, sportif et amateur d’oiseaux. Il étudie minutieusement les aspects humains, comme la manière de marcher, l'accent, les mains et le vêtement d'une personne et, avec ces informations, il parvient à déterminer beaucoup de choses. Ainsi, il a l'habitude d'encourager ses élèves à reconnaître leurs patients au moyen de l'observation précise des individus et de la déduction logique. Il impressionnait souvent ses patients et ses élèves en faisant des affirmations sur leur caractère, parfois même avant que la personne n’ait parlé.
Le docteur Bell réalise qu’Arthur Conan Doyle l'a pris comme modèle référent pour le personnage de son œuvre. Il a toujours maintenu un grand intérêt pour son alter ego et a même préfacé l'un des livres de Sherlock Holmes.

## De la réalité à la fiction
Dans l'ouvrage Les Nombreuses Vies de Sherlock Holmes, Xavier Mauméjean et André-François Ruand, présentant rapidement Joseph Bell et sa relation avec Doyle, concluent : « Il était sans doute inévitable que ce même Dr Bell devienne ensuite un personnage de fiction ». Ils font alors principalement référence à une série de cinq téléfilms diffusés en 2000 et 2001 et scénarisés par David Pirie : Murder Rooms (Les Mystères du véritable Sherlock Holmes en français), dans laquelle l'acteur britannique Ian Richardson incarne Joseph Bell.
En bande-dessinée, Joann Sfar romance ses aventures dans la série fantastique Professeur Bell (1999-2007). Dans le manga City Hall de Rémi Guérin et Guillaume Lapeyre, Bell est dépeint comme le mentor d'un des trois personnages principaux.
Le docteur House, dans la série télévisée du même nom — dont les références à l'univers de Sherlock Holmes sont multiples — peut être vu comme une variation contemporaine et cynique de Joseph Bell. Dans l’épisode 11 de la saison 5, il reçoit d’ailleurs un ouvrage de Joseph Bell.